# کیدو کوایچی
کیدو کوایچی (به ژاپنی: 木戸 幸一, Kido Kōichi); ۱۸ ژوئیهٔ ۱۸۸۹ – ۶ آوریل ۱۹۷۷) سیاستمدار مشاور امپراتور هیروهیتو اهل ژاپن بود. او طی سال‌های ۱۹۴۰ تا ۱۹۴۵ مهردار و منشی سلطنتی و در طول جنگ جهانی دوم، نزدیکترین مشاور امپراتور هیروهیتو بود. کیدو به انجام جنایات جنگی محکوم شد. مجازات او حبس ابد بود که پس از ۶ سال در سال ۱۹۵۳ آزاد شد.

## اوایل زندگی
کوایچی کیدو در ۱۸ ژولای سال ۱۸۸۹ در آکاساکا، توکیو متولد شد. پدر او، مارکی «تاکاماسا کیدو»، خواهرزاده «کیدو تاکایوشی»، از رهبران اصلاحات میجی بود.
کیدو پس از فارغ التحصیلی از مدرسه «گاکوشویین» (Gakushuin Peer) در توکیو، در دانشکده حقوق دانشگاه کیوتو مشغول به تحصیل شد؛ «هاجیمه کاواکامی» (Hajime Kawakami)، اقتصاددان مارکسیست، از استادان او بود. کیدو پس از فارغ التحصیلی در سال ۱۹۱۵، در پست‌های اداری جزئی و متعددی در وزارت کشاورزی و بازرگانی، و به دنبال آن در وزارت بازرگانی و صنعت خدمت کرد.
کیدو به همراه «شینجی یوشینو» (Shinji Yoshino) و «نوبوسوکه کیشی» (Nobusuke Kishi) از معماران قانون کنترل صنایع استراتژیک در سال ۱۹۳۱ بود؛ قانونی که زمینه را برای کنترل دولتی صنایع متعدد در طول نظامی‌سازی فزاینده ژاپن در دهه ۱۹۳۰ فراهم کرد. کیدو در سال ۱۹۳۰، دبیرکل وزارت امور داخله شد.

## فعالیت سیاسی
در سال ۱۹۳۷، فومیمارو کونوئه، دوست دیرینه کیدو، نخست وزیر ژاپن شد و کیدو نیز به مقام وزارت آموزش رسید. او علاوه بر در دست داشتن وزارتخانه آموزش، از ژانویه ۱۹۳۸ وزیر بهداشت و رفاه نیز شد. کیدو به علت جنگ و درگیری‌های شرق آسیا، میزبانی ژاپن را برای المپیک تابستانی ۱۹۴۰ لغو کرد.
کیدو در ژانویه سال ۱۹۳۹، در کابینه هیرانوما به عنوان وزیر امور داخله منصوب شد. او از سال ۱۹۴۰ منشی و مهردار سلطنتی بود و پس از مرگ سای‌اونجی کینموچی، کیدو به یکی از بانفوذترین مشاوران امپراتور هیروهیتو تبدیل شد. با توصیه کیدو به امپراتور، کونوئه برای دومین بار نخست وزیر شد. همچنين کیدو به همراهی کونوئه، در جنبش جایگزینی احزاب سیاسی کشور به یک حزب واحد حکومتی، تحت عنوان قانون تایسی یوکوسان کای، فعالیت داشت.
پس از سه دوره نخست وزیری کونوئه، هیدکی توجو در سال ۱۹۴۱، به توصیه کیدو نخست وزیر شد. توجو از معدود افرادی بود که میتوانست بر اعضا افراطی‌تر نیرو زمینی امپراتوری کنترل داشته باشد.
بااینحال در آغاز جنگ جهانی دوم، کیدو همچنان از مشاوران محافظه‌کارتر امپراتور باقی ماند. او در سال ۱۹۴۱، امپراتور را از حمله به هند شرقی هلند بازداشت و ذکر کرد چنین حمله‌ای میتواند باعث ورود ایالات‌متحده به جنگ شود؛ و اگر ژاپن از حمله به هند شرقی هلند، نفتی به دست بیاورد، ترابری آن با محاصره و حمله متفقین مواجه می‌شود.
کیدو  پس از جنگ ادعا کرد که امپراتور هیروهیتو، از نقشه حمله به پرل هاربر هرگز اطلاعی نداشته بود و فقط پس از حمله، از آن خبردار شد.